# Юлія Лорд
Юлія Лорд або Ulia Lord (справжнє ім'я — Юлія Сергіївна Гордзей) — українська співачка, авторка пісень, заслужена артистка України.

## Життєпис
Народилась у Києві. З 1995 року мала ім'я Лорд-Кіпанідзе Юлія Вікторівна, у 2017 році повернула ім'я, з яким народилась. Закінчила музичну школу. Згодом вступила до Київського національного лінгвістичного університету. На українській естраді заявила про себе 1997 року, ставши лауреатом фестивалю «Червона рута», після чого увійшла до концертної бригади мистецької майстерні Тараса Петриненка, в результаті чого Юлія Лорд здійснила перший в житті тур по містах Заходу України, де прозвучали три її пісні — «Танець душ», «Шукаю світло» та «Обійми мене». На той час продюсером співачки був Дмитро Прикордонний.
1998 року до команди приєднуються гітарист Олексій Зволинський та Володимир Паршенко на ударних, з якими Юлія виступала на «Таврійських іграх». Восени 1998 року з'явився мініальбом «Танець душ», до якого увійшла, зокрема, композиція «Фото/Брудна як ангел», зроблена спільно з гуртом «Скрябін». Це була суміш семплів, живих гітар і альтернативного року. Того ж року співачка взяла участь у спільному з гуртом «Скрябін» концертному турі «Збережемо природу для життя». Того ж року отримала номінацію у категорії «Відкриття року» на 3-тій церемонії нагородження музичної премії «Золота жар-птиця».
На початку 1999 року виходять відеокліпи на композиції «Фото/Брудна, як ангел», «Танець Душ» (режисер — Віктор Придувалов). На фестивалі альтернативного відео «Поколение — 99» (укр. Покоління — 99), заснованого Владом Троїцьким, відео «Фото/Брудна як ангел» перемогло в усіх основних номінаціях, зокрема: «Кліп року», «Найкращий режисер», «Найкраща операторська робота», «Найкраща акторка». 21 грудня 1999 відеокліп на пісню «Фото/Брудна як ангел» перемагає у номінації «Найкраще відео року» на 4-тій церемонії нагородження музичної премії «Золота жар-птиця».
На початку 2000 виходить відео на пісню «Дух молоді» (яка є кавером на пісню «Smells Like Teen Spirit» гурту «Nirvana»). Завдяки «Духу молоді» співачка стала лауреатом премій «Nova Records Awards»: «Найкращий відеокліп», «Свобода творчості» і «Прорив року». Юлія Лорд почала записувати новий матеріал для запису свого першого повноформатного альбому, але робота над ним загальмувалась через непорозуміння з продюсером Дмитром Прикордонним. У 2001 році музиканти Олексій Зволинський та Володимир Паршенко залишають співачку і переходять до гурту Скрябін.
Юлія Лорд продовжила співпрацювати з гуртом «Скрябін» над максі-синглом «Еутерпа» (1999) та альбомами «Модна країна» (2000) «Стриптиз» (2001), а також над піснею «Моя співачка». У 2000 році співачка одружилася з тодішнім учасником гурту «Скрябін» Ростиславом Домішевським. Після того, як Ростислав покинув групу, він став співпродюсером Юлії.
У 2002 році знімається кліп на пісню «Муза-медуза». Аранжуванням нового матеріалу займався Євген Ступка, а гітарні партії записував Євгеній Хавтан з гурту Браво.
У 2006 році співачка взяла участь в записі альбому проєкту «Ехо» , а також взяла участь в записі альбому «Сніжність. Музика зимових свят» Юрія Гнатковскі.
Юлія Лорд відновила власну творчість у 2008 році, коли були записані пісні «Танцюй! Ромео!» та «Бонні і Клайд», на яку відзняли відеокліп. Також був записаний сингл «8 секунд». Співачка відновила свою концертну діяльність[джерело?].
У грудні 2012 року виходить її повноформатний альбом «8 секунд». Знімаються кліпи на пісні «8 секунд» та «Тіло», а через рік — у 2013-му на пісню «Ти можеш торкнутись мене язиком».
У 2016 році співачка презентувала новий відеокліп до своєї пісні «Літаю».
Наприкінці 2018 року, після кількох років творчої тиші, Юлія Лорд випускає нову композицію «Біле: Чорне», записаною у співпраці з саунд-продюсером Дмитром Решетником.
У січні 2019 співачка заявила, що готує новий альбом, який поки не отримав назви. У квітні того ж року отримала звання Заслуженої артистки України. У листопаді 2019 відбувся реліз синглу «Вільні»
. Сама Юлія сказала, що ця пісня про вільних людей:
|  | Люди, які не бояться ставити собі питання, вивчати себе, вивчати межі свободи: що вибираємо ми, що вибирає нас… Моя пісня про це, про таких сміливців. |

У вересні 2020 року Юлія Лорд випустила сингл «Мова». До цього релізу вона зробила такий коментар:
|  | Мова – наше власне особливе диво. А для того, щоб його пробудити, достатньо просто говорити. |

Після початку російського вторгнення в Україну співачка протягом перших місяців перебувала в Польщі, де брала участь у благодійних акціях на підтримку України та українських жінок і дітей, які знайшли там прихисток. Тоді співачка познайомилась з польським гуртом «Antynomia» і це підштовхнуло її до ідеї спільного запису. 23 травня 2022 року відбулася прем'єра їхньої спільної пісні «Війна/Wojna».

### Захоплення
Захоплюється тріп-хопом, гуртами «Garbage», «No Doubt». Вільно спілкується англійською мовою, на досить високому рівні французькою.

### Особисте життя
Чоловік — Ростислав Домішевський, з яким співачка взяла шлюб 31 грудня 1999 року.

## Нагороди
- 2019 — Заслужена артистка України[1]

## Дискографія

### Альбоми
- 2007 — ЕХО (разом з Ростиславом Домішевським та Сергієм Герою)
- 2012 — 8 секунд

### Мініальбоми
- Танець душ (1998)

### Спліти
- 2006 — Сніжність (разом з Юрієм Гнатовскі)
- 2013 — Ніжність (разом з Юрієм Гнатовскі)

### Сингли
| Рік  | Назва          | Альбом            | Дж.    |
| ---- | -------------- | ----------------- | ------ |
| 2008 | «Боні і Клайд» | Сингл без альбому | [ 8 ]  |
| 2011 | «8 секунд»     | 8 секунд          | [ 22 ] |
| 2014 | «Єдина»        | Сингл без альбому | [ 23 ] |
| 2018 | «Літаю»        | Сингл без альбому | [ 11 ] |
| 2019 | «Біле: Чорне»  | Сингл без альбому | [ 24 ] |
| 2019 | «Вільні»       | Сингл без альбому | [ 16 ] |
| 2020 | «Мова»         | Сингл без альбому | [ 18 ] |
| 2022 | «Війна/Wojna»  | Сингл без альбому | [ 20 ] |

### Відеокліпи
| Рік  | Назва                                 | Дж.    |
| ---- | ------------------------------------- | ------ |
| 1998 | «Танець душ» на YouTube               | [ 3 ]  |
| 1998 | «Фото/Брудна як ангел» на YouTube     | [ 3 ]  |
| 2000 | «Дух молоді» на YouTube               | [ 3 ]  |
| 2002 | «Муза медуза» (живе відео) на YouTube | [ 3 ]  |
| 2008 | «Боні і Клайд» на YouTube             | [ 8 ]  |
| 2011 | «8 секунд» на YouTube                 | [ 25 ] |
| 2012 | «Тіло» на YouTube                     | [ 26 ] |
| 2014 | «Єдина» на YouTube                    | [ 27 ] |
| 2016 | «Літаю» на YouTube                    | [ 28 ] |
| 2019 | «Біле: Чорне» на YouTube              | [ 12 ] |
| 2019 | «Вільні» на YouTube                   | [ 16 ] |
| 2020 | «Мова» на YouTube                     | [ 18 ] |
| 2022 | «Війна/Wojna» (живе відео) на YouTube | [ 20 ] |

## Виноски
1. ↑  Пісні «Як музика», «Зламані крила».
2. ↑  Пісні «Я не буду там», «Коридори-нори».
3. ↑  Кавер на гурт «Мумий Тролль»
4. ↑  Пісні «Не бути нам», «Так я тобі признаюся».